# Mistrzostwa Europy w Boksie 1942
Mistrzostwa Europy w Boksie (mężczyzn) odbyły się w dniach 20–25 stycznia 1942 w Breslau (Niemcy). Startowało 97 uczestników z 11 państw. Walczono w 8 kategoriach wagowych. Reprezentacje bokserskie Niemiec, Węgier i Włoch mogły wystawić po 16 zawodników. W ME uczestniczyli również przedstawiciele Chorwacji, Danii, Finlandii, Hiszpanii, Holandii, Słowacji, Szwajcarii i Szwecji. Po zakończeniu II wojny światowej, ME we Wrocławiu zostały uznane za niebyłe, a wszystkich ich medalistów wykreślono z annałów amatorskiego boksu.

## Medaliści

### Waga musza
| Złoto                    | Srebro                   | Brąz                          |
| ------------------------ | ------------------------ | ----------------------------- |
| Constante Paesani Włochy | Amleto Falcinelli Włochy | Mariano Diaz Mendez Hiszpania |

### Waga kogucia
| Złoto                  | Srebro               | Brąz                 |
| ---------------------- | -------------------- | -------------------- |
| Arturo Paoletti Włochy | Juan Marti Hiszpania | Stig Kreuger Szwecja |

### Waga piórkowa
| Złoto               | Srebro                    | Brąz                  |
| ------------------- | ------------------------- | --------------------- |
| Dezső Frigyes Węgry | Artur Buettner III Rzesza | Ermano Bonetti Włochy |

### Waga lekka
| Złoto                   | Srebro                 | Brąz                      |
| ----------------------- | ---------------------- | ------------------------- |
| Duilio Bianchini Włochy | Florindo Tiberi Włochy | Heinz Gorczyca III Rzesza |

### Waga półśrednia
| Złoto                         | Srebro                  | Brąz                  |
| ----------------------------- | ----------------------- | --------------------- |
| Ferdinand Raeschke III Rzesza | Lajos Szentgyorgy Węgry | Borje Wretman Szwecja |

### Waga średnia
| Złoto                     | Srebro                      | Brąz                    |
| ------------------------- | --------------------------- | ----------------------- |
| Karl Gustaf Noren Szwecja | Adolf Baumgarten III Rzesza | Carl Schmidt III Rzesza |

### Waga półciężka
| Złoto                        | Srebro                      | Brąz                     |
| ---------------------------- | --------------------------- | ------------------------ |
| Svend Aage Christensen Dania | Otto Proffitlich III Rzesza | Rudolf Pepper III Rzesza |

### Waga ciężka
| Złoto                    | Srebro                   | Brąz               |
| ------------------------ | ------------------------ | ------------------ |
| Hein ten Hoff III Rzesza | Richard Grupe III Rzesza | Gino Latini Włochy |